# 藤原弟貞 (藤原北家)
藤原 弟貞（ふじわら の おとさだ）は、平安時代初期の貴族。藤原北家、大納言・藤原真楯の孫。正六位上・藤原真永の子。官位は正五位下・丹後守。

## 経歴
平城朝の大同3年（808年）摂津介に任ぜられる。嵯峨朝に入ると、大同4年（809年）12月に従五位上、大同5年（810年）4月に正五位下と続けて昇叙される。同年9月に発生した薬子の変後に丹後守に任ぜられている。また、時期は不明ながら丹波守も務めた。

## 官歴
『日本後紀』による。
- 時期不詳：従五位下
- 大同3年（808年） 5月21日：摂津介
- 大同4年（809年） 12月9日：従五位上
- 大同5年（810年） 4月19日：正五位下。9月15日：丹後守
- 時期不詳：丹波守[1]

## 系譜
『尊卑分脈』による。
- 父：藤原真永
- 母：佐伯久良丸の娘
- 生母不詳の子女
  - 女子：藤原嗣宗室